# Eupithecia fuscoferruginea
Eupithecia fuscoferruginea är en fjärilsart som beskrevs av Inoue 1987. Eupithecia fuscoferruginea ingår i släktet Eupithecia och familjen mätare. Inga underarter finns listade i Catalogue of Life.